# DIA (nhóm nhạc)
DIA (Hangul: 다이아; RR: Daia; rút ngắn của từ "DIAMOND" và là từ viết tắt lấy những chữ cái đầu "DO IT AMAZING") là nhóm nhạc nữ Hàn Quốc 7 thành viên bao gồm Eunice, Jooeun, Heehyun, Yebin, Chaeyeon, Eunchae và Somyi do công ty MBK Entertainment thành lập vào năm 2015, 3 thành viên đã rời nhóm: Eunjin, Jenny, Seunghee. DIA chính thức ra mắt vào ngày 14 tháng 9 năm 2015 với album phòng thu đầu tay mang tên Do It Amazing với bài hát chủ đề Somehow. Tên fanclub chính thức của nhóm là AI-D.
Vào năm 2016, hai thành viên Heehyun và Chaeyeon rời nhóm tạm thời để tham gia chương trình thực tế sống còn của Mnet mang tên Produce 101 (mùa một) nhằm chọn ra 11 thực tập sinh nữ xuất sắc nhất để cùng nhau tạo ra một nhóm nhạc dự án mang tên I.O.I hoạt động trong vòng một năm. Ở tập cuối của chương trình, Chaeyeon do đã đạt được thứ hạng 7 nên đã được ra mắt một lần nữa cùng với I.O.I, và cũng trong tập cuối, thành viên Heehyun vì không nằm ở trong đội hình chiến thắng nên sẽ trở về hoạt động cùng ở DIA. Nhờ Produce 101 và I.O.I, Chaeyeon được biết đến nhiều hơn với công chúng nhờ nhan sắc xinh đẹp với những màn ending contact thu hút.
Tháng 4 năm 2017, công ty quản lý thông báo sẽ có thêm hai thành viên mới là Jooeun và Somyi. Trong khi Somyi còn khá mới đối với người hâm mộ còn thành viên Jooeun thì đã được công chúng biết đến do từng tham gia chương trình Kpop Star.
Tháng 10 năm 2017, thành viên Yebin và Somyi tham gia chương trình thực tế sống còn The UNIT. Ở vòng chung kết, Yebin xếp thứ 2 và Somyi xếp thứ 12 chung cuộc đồng nghĩa với việc Yebin sẽ tạm thời hoạt động với tư cách thành viên của nhóm nhạc dự án UNI.T. Nhóm dự kiến sẽ hoạt động trong vòng 13 tháng và sau khi tan rã, các thành viên sẽ quay về công ty cũ của họ.
Tháng 7 năm 2019, công ty quản lý MBK thông báo Jenny sẽ rời nhóm vì vấn đề sức khoẻ, cụ thể là chứng đau khớp gối mãn tính (Patellofemoral). DIA còn lại 7 thành viên.

## Lịch sử

### Trước khi ra mắt
Tháng 2 năm 2015, MBK Entertainment thông báo về kế hoạch ra mắt một nhóm nhạc nữ mới. Ban đầu, họ đã quyết định cho các ứng cử viên của nhóm mới cạnh tranh trên chương trình thực tế sống còn để công chúng có thể trở nên quen thuộc với các thành viên nhóm.
Công ty tiết lộ 3 thành viên đầu tiên Heehyun, Eunjin và Kim Minhyun. Minhyun sau bỏ dự án vì lý do cá nhân, và Moon Seulgi và Chaeyeon thêm vào thay thế cô ấy. Ngày 10 tháng 2, thành viên thứ 5, Kim Dani được xác nhận tham gia dự án này, và chương trình thực tế sống còn có tên là T-ARA's Little Sister Girl Group. Thêm một thành viên, Seunghee cũng được xác nhận có gia nhập chương trình. Seunghee đã từng ra mắt với tư cách là thành viên của F-ve Dolls của công ty này vào năm 2013, tuy nhiên cô ấy rời nhóm sau khi nhóm giải tán với lý do là hết hợp đồng hai năm sau đó. Tháng 6, MBK thông báo rằng họ đã hủy bỏ kế hoạch chương trình thực tế sống còn và quyết định tự chọn các thành viên cho nhóm nhạc nữ mới. Ba thành viên cuối cùng, Yebin, Eunice và Jenny được tiết lộ, và nhóm được đặt tên là DIA và sẽ ra mắt vào tháng 8. MBK cũng thông báo 6 thành viên chính thức: Eunice, Heehyun, Jenny, Yebin, Eunjin và Chaeyeon, tuy nhiên, có thể thêm 1 thành viên để DIA ra mắt với 7 thành viên. Sau đó, MBK thêm Seunghee và loại Seulgi và Dani ra khỏi nhóm.

### 2015: Ra mắt với 1st full albumDo It Amazing,singleMy Friend's Boyfriend,tham gia chương trìnhProduce 101 (mùa một)

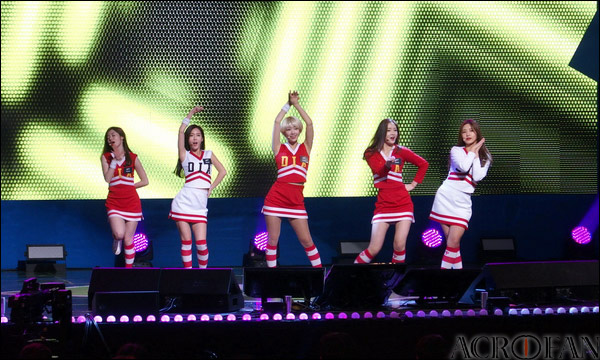
DIA với 5 thành viên: Eunice, Jenny, Yebin, Eunjin và Seunghee vào tháng 12 năm 2015

Ngày 14 tháng 9, DIA phát hành album đầu tay của họ, Do It Amazing, cùng MV của bài hát chủ đề Somehow (Hangul: 왠지; nghĩa là Bằng cách nào đó). Cùng ngày, nhóm tổ chức showcase tại Ilchi Art Hall ở Seoul. DIA bắt đầu quảng bá album từ ngày 17 tháng 9 trên chương trình âm nhạc M! Countdown của kênh truyền hình Mnet.
Ngày 19 tháng 10, DIA đăng tải MV cho bài hát My Friend's Boyfriend (Hangul: 내 친구의 남자친구; nghĩa là Bạn trai của bạn tôi) trong album Do It Amazing, và bắt đầu quảng bá ca khúc này trên các chương trình âm nhạc.

Ngày 17 tháng 12, hai thành viên Heehyun và Chaeyeon đã tuyên bố tạm ngưng hoạt động với DIA để tham gia chương trình thực tế sống còn Produce 101 (mùa một) tuyển chọn thành viên cho nhóm nhạc nữ mới của kênh truyền hình Mnet. Heehyun và Chaeyeon đã thử giọng và ký hợp đồng với Mnet trước khi DIA ra mắt. DIA tiếp tục hoạt động với 5 thành viên trong khoảng thời gian này.

### 2016: Thay đổi thành viên, 2nd mini albumHappy Endingvà 3rd mini albumSPELL
Ngày 7 tháng 3 năm 2016, công ty thông báo thêm một thành viên mới, Eunchae và xác nhận rằng nhóm đang chuẩn bị để trở lại, dự kiến vào tháng 4. Ngày 1 tháng 4 năm 2016, sau khi bị loại trong tập 11 của Produce 101 (mùa một), Heehyun trở lại với DIA, còn Chaeyeon, nhờ được hạng 7 trong đêm chung kết sẽ ra mắt với nhóm nhạc nữ mới I.O.I vào tháng 5 nhưng tiếp tục hoạt động với DIA.

Hình ảnh của DIA trong đợt comeback của On The Road

Ngày 13 tháng 4 năm 2016, MBK Entertainment thông báo trên Twitter rằng hợp đồng của Seunghee với công ty sẽ hết hạn vào ngày 30 tháng 4 và cô đã quyết định không gia hạn lại hợp đồng.
Ngày 11 tháng 5, công ty thông báo Chaeyeon sẽ trở về nhóm trong mùa hè vào tháng 6. Chaeyeon có thể trở lại DIA sau khi cô ấy kết thúc đợt quảng bá với I.O.I và sẽ trở về I.O.I khi nhóm bắt đầu ra album mới.
MBK thông báo DIA sẽ phát hành một mini-album vào tháng 6 mang tên Happy Ending với ca khúc chủ đạo chính là On The Road (Hangul: 그 길에서; nghĩa là Trên con đường ấy). Ngày 14 tháng 6, công ty đăng tải MV ca khúc lên trang V-App của nhóm, cách sau đó vài tiếng mới đăng lên trang chủ trên Youtube. Ca khúc này có thứ hạng khá khả quan trên các bảng xếp hạng, tuy nhiên ca khúc cũng gây ra một luồng ý kiến trái chiều trên mạng với những lý do như Chaeyeon đứng ở vị trí trung tâm quá nhiều, Chaeyeon được hát nhiều hơn thành viên hát chính, phần rap thừa thãi của Heehyun.
Ngày 24 tháng 8, công ty đăng tải teaser cho ca khúc Flowers, Wind, and You (Hangul: 꽃, 바람 그리고 너; nghĩa là Hoa, gió, và anh). Ca khúc này có sự hợp tác giữa DIA và I.O.I - nhóm nhạc mà thành viên Chaeyeon cũng cùng hoạt động. Ngày 28 tháng 8, video được đăng tải lên Youtube. Ca khúc này là một bản ballad ngọt ngào, được hợp tác với Chungha, Yoojung và Somi của I.O.I cùng với Heehyun.
Nhóm đã có màn biểu diễn On The Road (Rock Version) trên sân khấu Inkigayo vào ngày 10/7 và cũng đã xuất hiện trên showcase comeback mini album thứ 3 SPELL của DIA vừa qua.
11 tháng 8 năm 2016, MBK Entertainment tung ra teaser của bài hát chủ đề cho lần trở lại tiếp theo của DIA - Mr.Potter, dự kiến sẽ được phát hành vào ngày 12 tháng 9. Nhóm comeback với concepts Harry Potter và được sản xuất bởi Shaun Kim. Không lâu sau công ty xác nhận tên mini album mới sẽ là Spell với bài hát chủ đề Mr. Potter và sẽ được tung ra vào ngày 13 tháng 9, lùi lại 1 ngày so với dự định ban đầu. DIA chính thức tung ra mini album SPELL và ca khúc chủ đề Mr. Potter vào ngày 13 tháng 9. Và trước đó, nhóm đã có một buổi showcase tại Blue Square Samsung Card Hall.
nhỏ|DIA biểu diễn với đội hình mới tại M!Countdown vào ngày 20 tháng 4 năm 2017
23 tháng 9, MBK thông báo Heehyun sẽ là trưởng nhóm tiếp theo của DIA và trang profile của DIA tại Naver đã chỉnh sửa thông tin này, và tại KBS Cool FM - SuKiRa, Heehyun đã gửi gắm lời nhắn nhủ của mình tới fan hâm mộ với tư cách là một trưởng nhóm.
MBK thông báo rằng DIA sẽ có concert đầu tiên được tổ chức trong vòng 2 ngày từ ngày 24 đến ngày 25 tháng 12. Đồng thời, công ty cũng thông báo sẽ có 2 nhóm nhỏ được chia ra, gồm: BCHS (các thành viên: Eunice, Heehyun, Yebin và Chaeyeon) và L.U.B (các thành viên: Eunjin, Jenny và Eunchae).

### 2017: Thành viên mới, 2nd full albumYOLO,4th mini albumLove Generation,tham gia chương trìnhThe UNITvà 1st repackage albumPRESENT
Ngày 26 tháng 1, MBK Entertainment thông báo DIA đang chuẩn bị album mới và sẽ comeback vào tháng 4. Và đặc biệt, album đợt này của nhóm sẽ hoàn toàn do các thành viên sáng tác và phối nhạc.
Ngày 5 tháng 4, đúng như dự đoán của người hâm mộ, công ty thông báo rằng sẽ có thêm 2 thành viên mới là Jooeun và Somyi nhằm củng cố ở mảng ca hát của nhóm. DIA sẽ phát hành album phòng thu thứ 2 vào ngày 19 tháng 4 với ca khúc chủ đề chính là Will you go out with me? (Hangul: 나랑 사귈래; nghĩa là Anh có muốn hẹn hò với em không?), các bài hát trong album này sẽ được biểu diễn tại showcase được tổ chức cùng ngày để giới thiệu 2 thành viên mới và sản phẩm này.
Ngay sau khi kết thúc đợt quảng bá cuối tháng 4 vừa qua, công ty thông báo rằng DIA sẽ có thêm màn comeback vào cuối tháng 8 với một mini album thứ 4 mang tên Love Generation được tất cả các thành viên đồng sáng tác cả về âm nhạc lẫn lời bài hát. Trước khi tung ca khúc chủ đạo, nhóm sẽ tung hai MV của nhóm nhỏ để dọn đường cho ngày trờ lại. Ngày 18 tháng 8, nhóm nhỏ đầu tiên BCHCS (Eunice, Heehyun, Yebin, Chaeyeon và Somyi) tung MV cho ca khúc LO OK. Ngày tiếp theo, nhóm nhỏ còn lại, L.U.B (Jooeun, Jenny, Eunjin và Eunchae) tung MV cho ca khúc Darling My Sugar. Ngày 22 tháng 8, nhóm chính thức đăng tải MV cho ca khúc chủ đề E905 (Can't Stop) (Hangul: 듣고싶어; nghĩa là Không thể dừng lại) lên Youtube. Chỉ sau gần bốn ngày phát hành, album đã tẩu tán hơn 14.000 bản và đứng thứ 1 về số lượng album tiêu thụ trong ngày trên Hanteo.
Vào ngày 4 tháng 9, hai thành viên Yebin và Somyi bất ngờ đăng tải một bức ảnh chụp chung của cả hai cùng một bức thư tay lên Instagram chính thức của nhóm. Trong bức thư cũng như trong dòng trạng thái kèm theo, cả hai thành viên đã tự mình chia sẻ thông tin về việc họ sẽ tham gia chương trình sống còn The UNIT. Trước Yebin và Somyi, 2 thành viên khác của DIA là Chaeyeon và Heehyun cũng từng tham gia show thực tế sống còn Produce 101 vào năm 2016. Với việc Chaeyeon được ra mắt cùng I.O.I (Heehyun dừng chân ở top 22), DIA cũng bắt đầu được khán giả chú ý hơn. Tuy nhiên, có vẻ như từng đó là chưa đủ để giúp nhóm thực sự trở nên nổi tiếng.
The UNIT là một chương trình thực tế sống còn nhằm mục đích mang đến cho các thần tượng đã debut nhưng chưa thành công một cơ hội thứ 2 để giới thiệu tài năng với khán giả. Tính đến nay, một số gương mặt đã xác nhận tham gia chương trình bao gồm Areum (cựu thành viên nhóm nhạc nữ T-ARA), IMFACT, Boys Republic, BIGSTAR, Brave Girls, 1NB và Subin (Dal Shabet). Ngoài ra, LABOUM và Boyfriend đang tích cực thảo luận để góp mặt trong chương trình. Tập đầu tiên của The UNIT sẽ phát sóng vào ngày 28 tháng 10. Trong thời gian Yebin và Somyi tham gia The UNIT, DIA sẽ tiếp tục hoạt động với đội hình 7 thành viên. Bên cạnh đó, công ty chủ quản cũng đã xác nhận nhóm sẽ tham gia ISAC 2017 được ghi hình vào ngày 11 tháng 9.
DIA xác nhận sẽ comeback vào ngày 12 tháng 10 với một repackage album Present và ca khúc chủ đề mang tên Good Night (Hangul: 굿밤; nghĩa là Chúc ngủ ngon) được sản xuất bởi Kim Seung Joo (người đã đồng sáng tác bản hit Signal cho nhóm nhạc nữ TWICE). Ngoài ra, nhóm cũng tiết lộ thêm ca khúc chủ đề lần này sẽ thuộc thể loại Tropical House.
MBK thông báo rằng Yebin và Somyi sẽ chỉ tham gia vào quá trình thu âm và quay MV cho album sắp tới chứ không tham gia quảng bá, còn lại 7 thành viên sẽ tiếp tục các hoạt động quảng bá cho sản phẩm âm nhạc mới của nhóm. Tuy nhiên trước đó, Yebin và Somyi sẽ phát hành ca khúc mang tên Seoraksan In October vào ngày 28 tháng 9 (cũng nằm trong album sắp tới của nhóm) trước khi chính thức tham gia The UNIT.

### 2018: Eunjin rời nhóm, Yebin ra mắt vớiUNI.T, 3rd full albumSummer Adevà chiến thắng đầu tiên trên show âm nhạc sau 3 năm debut
Ngày 7 tháng 5, công ty quản lý của nhóm thông báo thành viên Eunjin chính thức rời nhóm vì gặp vẫn đề về sức khỏe và tâm lý. Cũng cùng tháng 5 năm 2018, thành viên Yebin đứng thứ 2 trông chương trình The UNIT, đồng nghĩa với việc cô sẽ ra mắt với tư cách là thành viên của nhóm nhạc dự án UNI.T do xếp thứ 2 chung cuộc trong chương trình thực tế The UNIT. Còn Somyi xếp thứ 12 chung cuộc và sẽ trở về hoạt động cùng với DIA.
MBK thông báo rằng nhóm sẽ có màn comeback vào tháng 7, tuy nhiên vì một lý do nào đó lại bị trì hoãn tới đầu tháng 8. Sau đó, DIA xác nhận sẽ comeback vào ngày 9 tháng 8 với mini album thứ năm của nhóm mang tên Summer Ade cùng ca khúc chủ đề là Woo Woo. Ngày 9 tháng 8, nhóm tổ chức showcase giới thiệu album mới, đăng tải MV cho ca khúc chủ đề chính và biểu diễn ca khúc ấy. Cũng tại showcase này, thành viên lớn tuổi nhất Eunice chia sẻ rằng nhóm sẽ có khả năng tan rã vì sau 3 năm debut vẫn chưa đạt được thành công như mong đợi.
Ngày 14 tháng 8, DIA quảng bá ca khúc Woo Woo trên sân khấu âm nhạc The Show của SBS. Tại đây, nhóm đã giành được chiến thắng lần đầu tiên trên một chương trình ca nhạc sau 3 năm ra mắt.

### 2019: Comeback với Woowa (thiếu Jenny), Jenny rời nhóm
Tháng 3 năm 2019, nhóm comeback với ''Woowa''.
Ngày 6 tháng 7, MBK Entertainment xác nhận Jenny rời khỏi DIA vì lý do sức khỏe, Jenny được chẩn đoán mắc bệnh loãng xương. Cô cũng gửi lời cảm ơn và xin lỗi tới công ty, các thành viên và fan thông qua bức thư tay. Đến hiện tại vẫn chưa có thông tin gì về Jenny, cô ấy không còn tham gia vào hoạt động nghệ thuật.
2020: Comeback với Flower 4 Seasons (thiếu Chaeyeon và Somyi)
Ngày 10 tháng 6 năm 2020, nhóm đã trở lại với mini album thứ sáu mang tên Flower 4 Seasons cùng ca khúc chủ đề Hug U. MBK sau đó đã xác nhận rằng nhóm sẽ quảng bá với 5 thành viên với vai trò là Sub-Unit mà không có Chaeyeon và Somyi comeback cùng.

### 2022: Somyi rời nhóm, Rooting for you, DIA tạm dừng hoạt động sau 7 năm
Vào ngày 9 tháng 1 năm 2022, PocketDol xác nhận rằng Somyi đã chấm dứt hợp đồng và rời DIA.
Vào ngày 11 tháng 5 năm 2022, có thông báo rằng DIA sẽ phát hành album cuối cùng của họ vào tháng 8, trước khi hợp đồng của nhóm kết thúc vào tháng 9.  Sau đó, có thông tin xác nhận rằng nhóm đang chuẩn bị cho sự trở lại vào tháng 8. Đây sẽ là album cuối cùng trước khi kết thúc hợp đồng, và đã có những cuộc thảo luận liên quan đến việc Chaeyeon tham gia vào album.
Vào ngày 6 tháng 9 năm 2022, DIA sẽ phát hành đĩa đơn cuối cùng Rooting for You vào ngày 15 tháng 9.  Cuối ngày hôm đó, việc phát hành đĩa đơn được chuyển sang ngày 14 tháng 9 để trùng với kỷ niệm 7 năm của ra mắt của nhóm.  Ban đầu, nhóm được lên kế hoạch biểu diễn trên các chương trình âm nhạc, nhưng đã bị hủy bỏ sau khi thành viên Chaeyeon bị thương. Yebin nhấn mạnh rằng mặc dù hợp đồng của DIA hết hạn, nhóm sẽ không tan rã và vẫn sẽ là một nhóm quảng bá và phát hành album cùng nhau trong tương lai gần, mặc dù các thành viên thuộc các công ty khác nhau

## Thành viên
| Nghệ danh      | Nghệ danh | Tên khai sinh | Tên khai sinh | Tên khai sinh | Tên khai sinh     | Ngày sinh        | Nơi sinh                           |
| Latinh         | Hangul    | Latinh        | Hangul        | Hanja         | Hán-Việt          | Ngày sinh        | Nơi sinh                           |
| Eunice         | 유니스    | Heo Sooyeon   | 허수연        | 許秀娟        | Hứa Tú Nghiên     | 2 tháng 9, 1991  | Busan, Hàn Quốc                    |
| Jooeun         | 주은      | Lee Jooeun    | 이주은        | 李柱恩        | Lý Châu Ân        | 7 tháng 6, 1995  | Suwon, Gyeonggi, Hàn Quốc          |
| Heehyun        | 희현      | Ki Heehyeon   | 기희현        | 奇熙賢        | Kỳ Hy Hiền        | 16 tháng 6, 1995 | Namwon, Jeolla Bắc, Hàn Quốc       |
| Yebin          | 예빈      | Baek Yebin    | 백예빈        | 白睿彬        | Bạch Duệ Bân      | 13 tháng 7, 1997 | Chuncheon, Gangwon, Hàn Quốc       |
| Chaeyeon       | 채연      | Jung Chaeyeon | 정채연        | 鄭彩娟        | Trịnh Thái Nghiên | 1 tháng 12, 1997 | Suncheon, Jeolla Nam, Hàn Quốc     |
| Eunchae        | 은채      | Kwon Chaewon  | 권채원        | 權彩媛        | Quyền Thái Uyên   | 26 tháng 5, 1999 | Seoul, Hàn Quốc                    |
| Cựu thành viên |           |               |               |               |                   |                  |                                    |
| Seunghee       | 승희      | Cho Seunghee  | 조승희        | 曺承希        | Tào Thừa Hy       | 3 tháng 6, 1991  | Gwangju, Hàn Quốc                  |
| Jenny          | 제니      | Lee Soyool    | 이소율        | 李素律        | Lý Tố Luật        | 14 tháng 9, 1996 | Incheon, Hàn Quốc                  |
| Eunjin         | 은진      | Ahn Eunjin    | 안은진        | 安恩真        | An Ân Chân        | 31 tháng 8, 1997 | Mokpo, Jeolla Nam, Hàn Quốc        |
| Somyi          | 솜이      | Ahn Somyi     | 안솜이        | 安順伊        | An Thuận Di       | 26 tháng 1, 2000 | Changwon, Gyeongsang Nam, Hàn Quốc |

Chú thích: DIA thay đổi trưởng nhóm luân phiên, trước đây là Seunghee, sau khi cô rời nhóm thì đến Eunice. Hiện tại trưởng nhóm của DIA là Heehyun.

### Nhóm nhỏ
- BinChaenHyunSeuS (빈챈현스S) – Yebin, Chaeyeon, Huihyeon, Eunice, Somyi[15]
- L.U.B – Jooeun, Eunchae[15]

## Danh sách video

### Video âm nhạc
| Năm  | Video                                                 | Đạo diễn             |
| 2015 | "Somehow (Drama ver.)"                                | 一                   |
| 2015 | "Lean On Me (Feat. Microdot)"                         | 一                   |
| 2015 | "Wanna Listen To Music (음악 들을래)"                 | 一                   |
| 2015 | "내 친구의 남자친구 (My Friend's Boyfriend)"          | 一                   |
| 2016 | "On The Road"                                         | Lee Ki-Baek (이기백) |
| 2016 | "Mr. Potter"                                          | 一                   |
| 2016 | "The Love (#더럽)"                                    | 一                   |
| 2016 | "꽃, 바람 그리고 너 (Flowers, Wind and You)"          | 一                   |
| 2017 | "나랑 사귈래? (Will you go out with me?)"             | 一                   |
| 2017 | "You Are My Flower (꽃,달,술)"                        | 一                   |
| 2017 | "듣고싶어 (E905)"                                     | 一                   |
| 2017 | "LO OK" - DIA BCHCS                                   | 一                   |
| 2017 | "DARLING MY SUGAR" - DIA L.U.B                        | 一                   |
| 2017 | "Seoraksan in October (시월에 설악산) - Yebin & Somyi | 一                   |
| 2017 | "Good Night (굿밤)"                                   | 一                   |
| 2018 | "우우 (Woo Woo)"                                      | 一                   |
| 2019 | "우와 (WOOWA)"                                        | 一                   |

### Góp mặt trong cácVideo âm nhạc
| Năm  | Tên                                           | Thành viên         | Nghệ sĩ               | Ghi chép          | Ghi chú  |
| 2012 | "Message" (Japanese Version)                  | Eunice             | MYNAME                | MYNAME            | __       |
| 2013 | "We Are The Night"                            | Eunice             | MYNAME                | MYNAME            | __       |
| 2013 | "Shirayuki"                                   | Eunice             | MYNAME                | MYNAME            | __       |
| 2014 | "Tell Me"                                     | Seunghee           | The SeeYa             | MBK Entertainment | __       |
| 2014 | "Again"                                       | Seunghee           | Davichi               | MBK Entertainment | __       |
| 2014 | "Little Apple"                                | Seunghee           | T-ARA                 | MBK Entertainment | __       |
| 2015 | "Don't Forget Me"                             | Seunghee           | TS                    | MBK Entertainment | __       |
| 2015 | "I'm Good"                                    | Chaeyeon           | Elsie (Eunjung)       | MBK Entertainment | __       |
| 2015 | "Pick Me"                                     | Heehyun & Chaeyeon | Produce 101 (mùa một) | CJENMMUSIC        | Thí sinh |
| 2016 | "CRUSH"                                       | Chaeyeon           | I.O.I                 | CJENMMUSIC        | __       |
| 2016 | "Dream Girls"                                 | Chaeyeon           | I.O.I                 |                   | __       |
| 2016 | "Ulsanbawi"                                   | Chaeyeon           | M&D                   | SM Entertainment  | __       |
| 2016 | "꽃, 바람 그리고 너 (Flowers, Wind, and You)" | Chaeyeon           | Heehyun ft. I.O.I     | MBK Entertainment | __       |
| 2016 | "Very Very Very"                              | Chaeyeon           | I.O.I                 |                   | __       |
| 2016 | "소나기 (DOWNPOUR)"                           | Chaeyeon           | I.O.I                 |                   | __       |
| 2017 | "My Turn"                                     | Yebin, Somyi       | THE UNIT              | Interpark Music   | __       |
| 2017 | "Shine"                                       | Yebin, Somyi       | THE UNIT              | Interpark Music   | __       |
| 2018 | ''No More''                                   | Yebin              | UNI.T                 | 1theK (원더케이)  | __       |
| 2018 | ''Serenade''                                  | Chaeyeon           | Jeon Woosung          | Genie Music       | __       |

## Các hoạt động khác

### Chương trìnhtruyền hình thực tế
| Năm  | Tên             | Kênh truyền hình | Ghi chú                                                         |
| ---- | --------------- | ---------------- | --------------------------------------------------------------- |
| 2015 | DIA Daily       | Afreeca TV       | Mùa 1 (Chương 1-15 và 2 Chương đặc biệt) và Mùa 2 (Episode1-46) |
| 2016 | Weekly Idol     | MBC every1       | Khách mời tập 255 ngày 15/6                                     |
| 2016 | Weekly Idol     | MBC every1       | Khách mời tập 273 ngày 19/10                                    |
| 2016 | DIA's YOLO Trip | NaverCast TV     | DIA Official Channel                                            |

### Chương trình truyền hình
| Năm  | Tên                  | Kênh truyền hình | Thành viên                       | Ghi chú  |
| ---- | -------------------- | ---------------- | -------------------------------- | -------- |
| 2015 | Show Me The Money 4  | Mnet             | Tất cả                           | [ 16 ]   |
| 2015 | 100 People, 100 Song | JTBC             | Tất cả                           | [ 16 ]   |
| 2015 | After School Club    | Arirang TV       | Tất cả                           | [ 16 ]   |
| 2015 | Hidden Singer        | JTBC             | Seunghee, Yebin và Chaeyeon      | [ 16 ]   |
| 2015 | Sugar Man            | JTBC             | Eunjin, Chaeyeon và Yebin        | [ 16 ]   |
| 2015 | Escape Crisis 1      | KBS2             | Tất cả                           | [ 16 ]   |
| 2016 | Produce 101          | Mnet             | Heehyun và Chaeyeon              | Thí sinh |
| 2016 | After School Club    | Arirang TV       | Eunjin                           |          |
| 2016 | Vitamin              | KBS2             | Seunghee, Jenny, Yebin và Eunjin |          |
| 2016 | Star King            | SBS              | Heehyun                          |          |
| 2016 | Unpretty Rapstar     | Mnet             | Heehyun                          |          |
| 2016 | Weekly Idol          | MBC              | Tất cả                           |          |
| 2016 | Hit The Stage        | Mnet             | Eunjin và Chaeyeon               |          |
| 2016 | Hip Hop Nation 2     | JTBC             | Eunjin                           | Thí sinh |
| 2017 | Follow me 8          | FashionN         | Chaeyeon                         | MC       |
| 2017 | Dr. House            |                  | Tất cả                           |          |
| 2017 | LifeBar              | tvN              | Chaeyeon                         |          |
| 2017 | The UNIT             | KBS2             | Yebin và Somyi                   | Thí sinh |
| 2017 | SNL Korea            | tvN              | Tất cả (trừ Yebin và Somyi)      |          |
| 2017 | SNL Korea            | tvN              | Jooeun                           |          |
| 2018 | Inkigayo             | SBS              | Chaeyeon                         | MC       |

### Phim ảnh
| Năm  | Thành viên                  | Tên                                     | Kênh truyền hình | Ghi chú |
| ---- | --------------------------- | --------------------------------------- | ---------------- | --- |
| 2015 | Seunghee, Jenny và Chaeyeon | Sweet Temptation                        | NaverTV Cast     | T-ARA web-drama: Jenny vào vai chính, Seunghee và Chaeyeon vào cameo                                                |
| 2016 | Chaeyeon                    | Drinking Solo (Uống rượu một mình)      | tvN              | Chaeyeon trong vai phụ Jung Chaeyeon. Thành viên Eunjin, Heehyun và Jenny xuất hiện với vai trò cameo trong tập 15. |
| 2017 | Chaeyeon                    | 109 strange things                      | Webdrama         | |
| 2017 | Chaeyeon                    | I AM                                    | Webdrama         | |
| 2017 | Chaeyeon                    | Reunited Worlds (Bước vào thế giới mới) | SBS              | |
| 2017 | Eunchae                     | Shining World                           | Webdrama         | Trong vai Bitna |
| 2018 | Chaeyeon                    | LALA: Love Again                        | Cinema           | |

## Giải thưởng và đề cử

### Seoul Music Awards
| Năm  | Hạng mục             | Đề cử cho | Kết quả |
| ---- | -------------------- | --------- | ------- |
| 2015 | Bonsang Award        | "Somehow" | [ 17 ]  |
| 2015 | New Artist Award     | DIA       | [ 17 ]  |
| 2015 | Popularity Award     | DIA       | [ 17 ]  |
| 2015 | Hallyu Special Award | DIA       | [ 17 ]  |

### Korean Culture and Entertainment Awards
| Năm  | Hạng mục          | Đề cử cho | Kết quả   |
| ---- | ----------------- | --------- | --------- |
| 2016 | Kpop Singer Award | DIA       | Đoạt giải |

### Soribada Best K-Music Awards
| Năm  | Hạng mục                         | Đề cử cho | Kết quả   |
| ---- | -------------------------------- | --------- | --------- |
| 2017 | New Korean Wave Photogenic Award | DIA       | Đoạt giải |

### AfreecaTV BJ Awards
| Năm  | Hạng mục            | Đề cử cho | Kết quả |
| ---- | ------------------- | --------- | ------- |
| 2015 | Special Idol Awards | DIA       |         |

### The Show
| Năm  | Ngày       | Bài hát  | Điểm |
| ---- | ---------- | -------- | ---- |
| 2018 | 14 tháng 8 | "WooWoo" | 7390 |